# أليكس ساندرز
أليكس ساندرز (بالإنجليزية: Alex Sanders)‏ هو قاضي ومحامي وسياسي أمريكي، ولد في 29 سبتمبر 1939 في كولومبيا في الولايات المتحدة. حزبياً، نشط في الحزب الديمقراطي.